# Maxwell (Kalifornija)
Maxwell je naseljeno područje za statističke svrhe u američkoj saveznoj državi Kalifornija. Prema popisu stanovništva iz 2010. u njemu je živjelo 1.103 stanovnika.